# Ґінзбурґ Абрам Львович
Абра́м Льво́вич Ґі́нзбурґ (нар. 07 січня 1890 (26 грудня 1889), Катеринослав, Російська імперія — 19 травня 1963, Дніпропетровськ, СРСР) — лікар-отоларинголог, доктор медичних наук, професор, автор кількох десятків наукових праць. Вивчав хвороби носа (зокрема озену) і навколоносових пазух, підготував сотні лікарів-практиків.

## Життєпис
1905 року закінчив міську школу. 1910 року екстерном завершив навчання у Єкатеринославській класичній гімназії. Здобував медичну освіту в університетах різних країн: з 1910 до 1912 навчався у Лейпцизькому університеті, з 1912 до 1914 — у Стразбурзькому, з 1912 до 1915 — у Казанському (за спеціальністю «Хвороби вуха, горла й носу»
З 1915 до 1921 року Ґінзбурґ працював військовим лікарем. Був молодшим, а згодом старшим лікарем сибірських і туркестанських полків. За деякий час — молодшим, а пізніше старшим ординатором різних шпиталей. 1918 року вступив до лав Червоної армії у Царицині (нині — Волгоград), працював головним лікарем другого хірургічного шпиталю. Ґінзбурґ керував санітарною експедицією десятого війська для боротьби з тифом у районах Калмицького й Астраханського степів (1918–1919), пізніше (1919–1922) був головним лікарем евакоприймача при Єкатеринославському райевакопункті. 1922 року Ґінзбурґа демобілізовано.
1930 року Ґінзбурґ організував катедру оториноларингології Дніпропетровського інституту вдосконалення лікарів, завідував нею до 1939. Був завідувачем однойменних катедр першого Київського (1939–43) та Челябінського (1944–51) медичних інститутів. 1951 року вийшов на пенсію.